# جاك هوغن
جاك هوغن (بالإنجليزية: Jack Hogan)‏ هو ممثل أمريكي، ولد في 25 نوفمبر 1929 في الولايات المتحدة.

## وصلات خارجية
- جاك هوغن على موقع IMDb (الإنجليزية)
- جاك هوغن على موقع ألو سيني (الفرنسية)
- جاك هوغن على موقع أول موفي (الإنجليزية)
- جاك هوغن على موقع قاعدة بيانات الأفلام السويدية (السويدية)
- جاك هوغن على موقع كينوبويسك (الروسية)